# Haki Rugova
Haki Rugova (* 23. Februar 1957 in Istog, SFR Jugoslawien, heute Kosovo; † 9. März 2022 in Wien, Österreich) war ein kosovarischer Politiker. Er war von 2010 bis 2021 der Bürgermeister der Gemeinde Istog. Er war Mitglied und Vizepräsident der LDK.

## Werdegang
Haki Rugova wuchs in Istog auf und besuchte die Grund- und Mittelschule. An der Universität Pristina studierte er Elektrotechnik. 1989 schloss er sich der neu gegründeten Partei Lidhja Demokratike e Kosovës (LDK) an. Von 2007 bis 2010 war er stellvertretender Bürgermeister seiner Heimatstadt Istog, 2010 wurde er Bürgermeister der Stadt. 2021 wurde Ilir Ferati (LDK) sein Nachfolger.
Am 9. März 2022 starb Rugova an den Folgen einer Krebserkrankung in der Klinik Donaustadt in Wien.

## Privates
Haki Rugova war verheiratet und Vater von drei Kindern. Neben seiner Muttersprache Albanisch sprach er Englisch und Serbokroatisch.